# Цейлонская белоглазка
Цейлонская белоглазка (лат. Zosterops ceylonensis) — вид воробьиных птиц из семейства белоглазковых (Zosteropidae).

## Распространение
Эндемики Шри-Ланки, живут преимущественно на возвышенностях.

## Описание

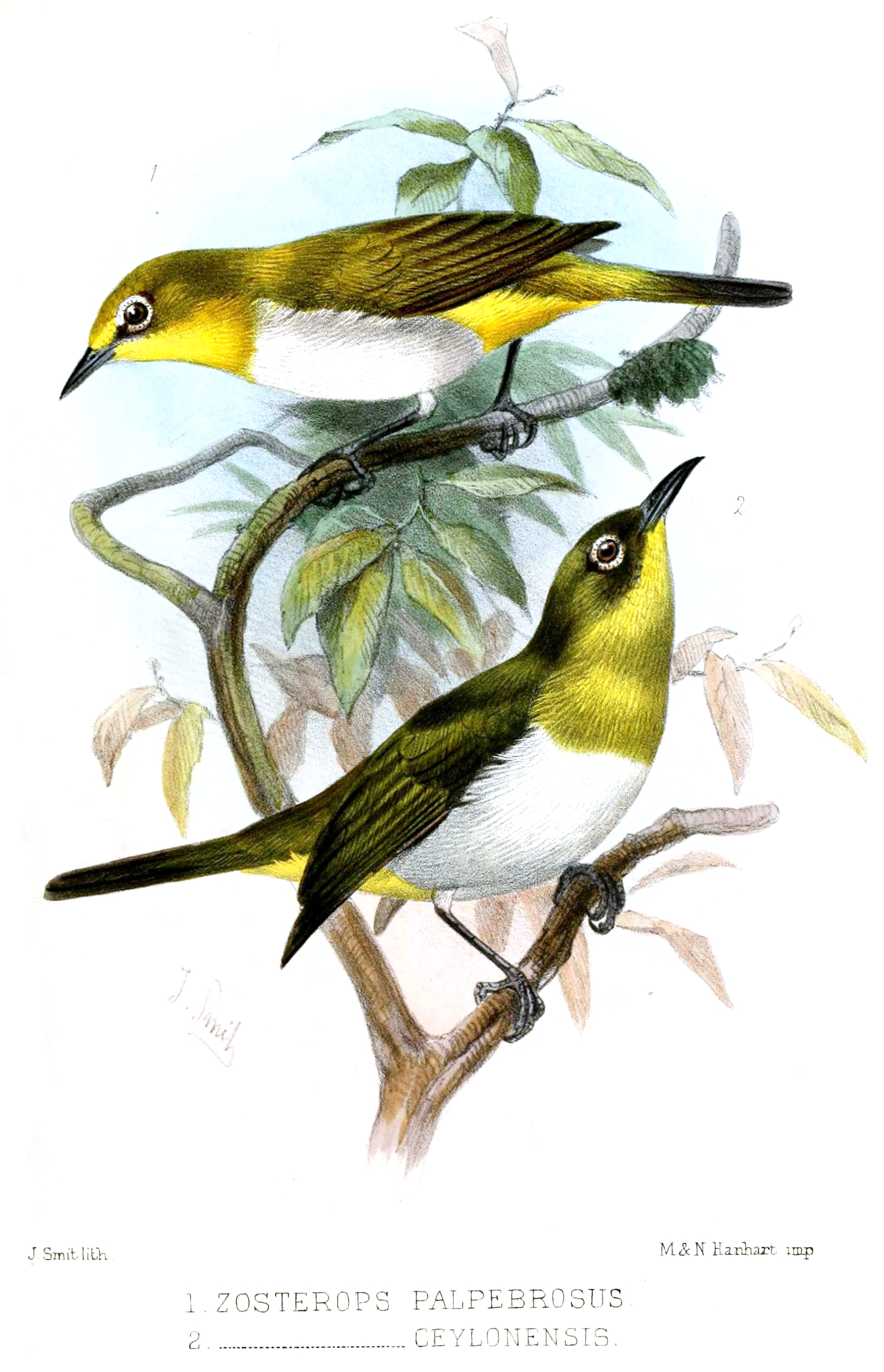
Сравнение с восточной белоглазкой (изображена выше)

Длина тела около 11 см. Эта птица несколько крупнее восточной белоглазки, которую сменяет на высотах выше 4000 футов. Верхняя сторона тела и шея по бокам оливково-зелёные. Горло и грудка зеленовато-желтые. Брюшко серовато-белое. Ноги тёмные, как и клюв. Радужка красно-коричневая.

## Биология
Преимущественно насекомоядны, но также пьют нектар и едят разные фрукты. Эти птицы социальны и образуют большие стаи. Строят гнёзда на деревьях. В кладке — три светло-голубых яйца, лишенных пятен.

## В культуре
Птицы изображены на шри-ланкийской почтовой марке 1983 года достоинством в 35 центов
.